# سیارک ۱۰۱۱

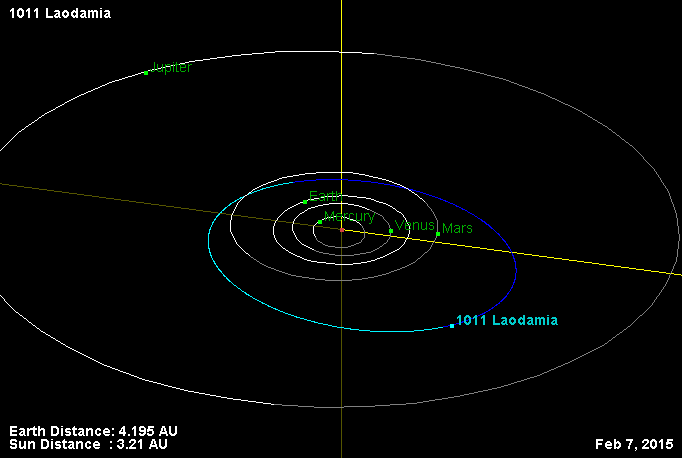
نمایی از محل قرارگیری سیارک ۱۰۱۱ در مدار – ۲۰۱۵

سیارک ۱۰۱۱ (به انگلیسی: 1011 Laodamia، نامگذاری:1924PK) هزار و یازدهمین سیارک کشف شده‌است که در ۵ ژانویه ۱۹۲۴ و در هایدلبرگ کشف شد.
قدر مطلق سیارک برابر ۱۲٫۷۴ است.